# Volaris Costa Rica
Vuela Aviacion S.A., im Außenauftritt Volaris Costa Rica, ist eine Billigfluggesellschaft aus Costa Rica. Sie ist eine Tochtergesellschaft der Volaris.

## Geschichte
Im März 2016 gab die Muttergesellschaft Volaris die Gründung der Volaris Costa Rica bekannt, mit dem Plan, den Flugbetrieb in der zweiten Jahreshälfte 2016 aufzunehmen.
Im November 2016 erhielt Volaris Costa Rica ihr Luftverkehrsbetreiberzeugnis und plante am 1. Dezember 2016 ihren ersten Linienflug von San José nach Guatemala City. Dieser fand schließlich am 30. November 2016 mit einem von Volaris im Wet-Lease betriebenen Airbus A320 statt.
Im Dezember 2017 gab Volaris Costa Rica die Aufnahme von Flügen in die USA ab März 2018 bekannt. Zuvor wurde eine Genehmigung erteilt.

## Flugziele
Volaris Costa Rica fliegt von San José Ziele in El Salvador, Guatemala, Mexiko und in den USA an.

## Flotte

### Aktuelle Flotte
Mit Stand Mai 2025 besteht die Flotte der Volaris Costa Rica aus 3 Flugzeugen mit einem Durchschnittsalter von 2,7 Jahren:
| Flugzeugtyp    | Anzahl | bestellt | Anmerkungen | Sitzplätze |
| -------------- | ------ | -------- | ----------- | ---------- |
| Airbus A320neo | 3      |          |             | 186        |
| Gesamt         | 5      | –        |             |            |

### Ehemalige Flugzeugtypen
In der Vergangenheit setzte Volaris Costa Rica bereits folgende Flugzeugtypen ein:
- Airbus A319-100
- Airbus A320-200